# Eugène de Ménorval
Eugène de Ménorval (de son vrai nom, Eugène de La Goublaye de Ménorval) né à Paris le 25 octobre 1829 et mort dans cette même ville le 27 octobre 1897, est un historien et homme politique français du XIXe siècle.

## Biographie
Eugène de Lagoublaye de Ménorval, fils aîné d'Adélaïde Corneille Saint-Marc et du capitaine de cavalerie Eugène-Jean-Laurent de La Goublaye de Ménorval (1790-1860), est le descendant d'une branche cadette de la maison de La Goublaye, une famille aristocratique bretonne attestée depuis le XIVe siècle. Cependant, en tant que républicain, il n'arborera jamais de titre nobiliaire et signera ses publications et sa correspondance « E. de Ménorval ».
Après avoir étudié dans un collège de province, Eugène de Ménorval devient professeur au collège de Dreux après 1848 et prépare l'agrégation au moment où survient le coup d’État du 2 décembre 1851. Ayant protesté publiquement, tout comme son ami Adolphe Royannez, contre ce coup de force (en arrachant les affiches contenant la proclamation de Louis-Napoléon Bonaparte), Eugène doit renoncer à son poste et à toute carrière universitaire. Il revient alors à Paris et se fixe dans l'actuel 4e arrondissement, où, après avoir été maître répétiteur à l'institution Jauffret (alors installée dans l'hôtel Le Peletier de Saint-Fargeau), il fonde en 1859 sa propre institution privée (située dans l'ancien hôtel de Lyonne, entre le 16 de la rue des Lions-Saint-Paul et le 14 de la rue Beautreillis) destinée aux élèves du Lycée Charlemagne. La même année, il épouse une cousine, Clarisse Corneille Saint-Marc, qui lui donnera trois enfants, Eugène (1864-19??), artiste-peintre, Marguerite et Hélène. Partisan de la démocratisation de l'enseignement, officier de l'Instruction publique, Eugène de Ménorval est vice-président de l'Association polytechnique fondée en 1830 par Auguste Comte.

### Activités politiques

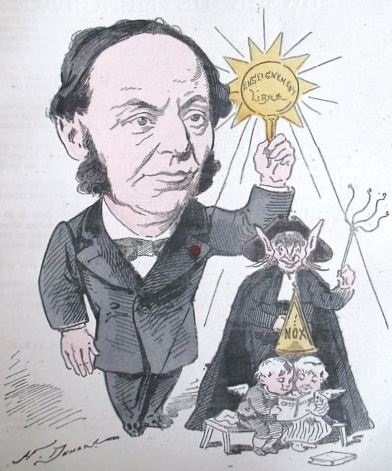
Caricature par Henri Demare (1881).

L'engagement politique d'Eugène de Ménorval le place tout d'abord à la gauche du mouvement républicain. Il participe ainsi à la campagne de Désiré Barodet en 1873. Nommé premier adjoint au maire du 4e arrondissement en 1879, il est élu conseiller municipal de Paris pour le quartier de l'Arsenal le 9 janvier 1881. Réélu le 11 mai 1884 (contre le républicain modéré Émile Kern) et le 8 mai 1887, siégeant parmi les indépendants puis parmi les autonomistes, il devient également conseiller général de la Seine. À cette époque, Eugène de Ménorval est un radical autonomiste et anticlérical, partisan de l'autonomie communale de la capitale, de la suppression du Sénat, de la séparation de l’Église et de l’État, et de la laïcisation de l’École. Il figure ainsi sur la liste de la Fédération républicaine radicale (menée par des leaders de l'extrême gauche et de la gauche radicale tels que Floquet, Lockroy, Brisson, Allain Targé, Clemenceau, De La Forge et Barodet) lors des élections législatives de 1885. Il se définira plus tard comme un « Républicain socialiste » tout en se distinguant nettement des internationalistes en tant qu'« ardent patriote ».
À l'instar de nombreux radicaux partisans d'une révision constitutionnelle que leur refuse la majorité parlementaire républicaine opportuniste, il adhère au boulangisme, en participant, en avril 1888, à la fondation de la « Ligue d'action républicaine » de Georges Laguerre puis en appartenant au Comité républicain national, véritable état-major du mouvement. Outre le révisionnisme, c'est également le nationalisme qui l'attire dans le sillage du « général Revanche » : repreneur de l'hebdomadaire L'Antiprussien (renommé La Défense nationale depuis avril 1886), membre de la Ligue des patriotes de Paul Déroulède, dont il intègre le comité directeur, il essaiera de surmonter la dissolution de ce groupe en appelant en 1891 à la formation d'une « Ligue anti-allemande », en réaction à l'arrestation de nationalistes qui avaient manifesté contre la représentation du Lohengrin de Wagner à l'Opéra. Après la mort du général Boulanger, il participera avec d'autres boulangistes de gauche (tels que Laisant, Planteau et Roche) à la création d'une « Ligue intransigeante socialiste » présidée par Henri Rochefort.
Sa participation active au mouvement boulangiste l'expose à la violence des luttes politiques de l'époque : en 1888, une de ses réunions publiques dégénère en bagarre ponctuée de coups de feu et, à la suite d'une altercation au conseil municipal, il affronte en duel son collègue Émile Chautemps.

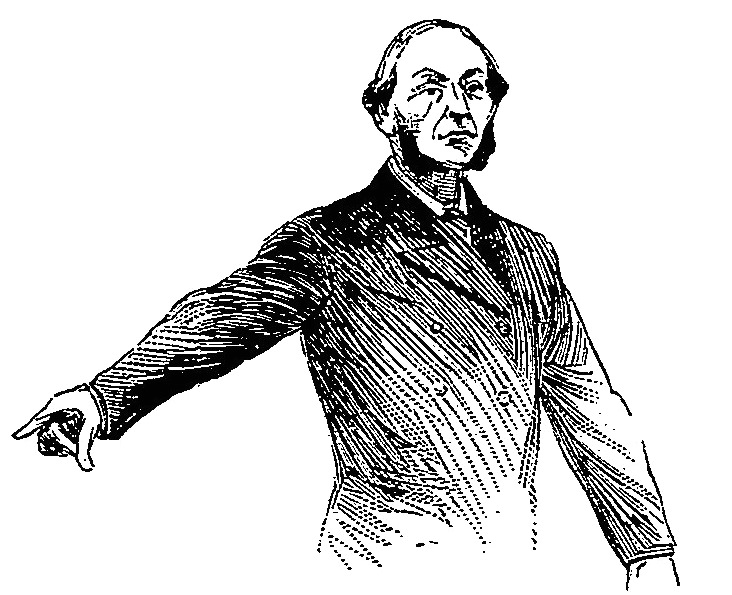
Eugène de Ménorval lors de la campagne de 1889.

Candidat boulangiste dans la première circonscription du 4e arrondissement (correspondant aux quartiers de l'Arsenal et Saint-Gervais) lors des élections législatives de 1889, il talonne Barodet au premier tour avant d'être battu par son ancien colistier à l'issue d'une campagne diffamatoire. À la suite de cette défaite, il démissionne le 6 octobre 1889 de son mandat municipal puis tente de reconquérir son siège lors des élections municipales des 27 avril et 4 mai 1890 : largement en tête au premier tour, Eugène de Ménorval est cependant battu au second tour par le modéré Pierre-Nicolas Hervieu, candidat de l'Union libérale qui a bénéficié de la discipline républicaine appliquée par les anti-boulangistes. Lors des législatives de 1893, il est à nouveau candidat (en tant que « révisionniste plébiscitaire ») contre Barodet, qui le devance largement dès le premier tour. En décembre 1894, une élection législative partielle dans le 13e arrondissement (provoquée par la démission d'Abel Hovelacque) lui offre une nouvelle occasion, cette fois-ci en tant que socialiste révisionniste. Or, le meneur de cette tendance, Henri Rochefort, tout d'abord favorable à l'ex-conseiller municipal, se concerte avec Jean Jaurès et choisit finalement de soutenir un autre socialiste, Gérault-Richard. Eugène de Ménorval maintient cependant sa candidature mais celle-ci n'ayant recueilli qu'un faible nombre de suffrages au premier tour, il se désiste en faveur de Gérault-Richard. Il tente une dernière fois de reprendre son siège de conseiller municipal en 1896. Patronné par les blanquistes du comité socialiste révolutionnaire, il n'obtient que 542 voix mais parvient à mettre Hervieu en ballotage face au radical Vaudet.

### Travaux historiques
Passionné d'histoire dès son plus jeune âge, Eugène de Ménorval est marqué par sa rencontre, en 1840, avec le célèbre historien Augustin Thierry, époux d'une cousine d'Eugène, Julie de Querengal, et par la lecture des œuvres de Chateaubriand.
Membre puis vice-président de la Société des amis des monuments parisiens, membre de différentes commissions relatives à l'histoire de la capitale, il met à profit son mandat municipal pour plaider en faveur du patrimoine et de la connaissance du vieux Paris, notamment en demandant la conservation des arènes de Lutèce (1883) et en obtenant les fonds nécessaires à la continuation du plan archéologique de Paris entrepris par Albert Lenoir et Adolphe Berty (1887). Passionné par l'histoire de sa ville natale, il publie des études érudites sur le passé de son quartier, écrit des articles pour Le Figaro puis pour L’Éclair et contribue à L'Intermédiaire des chercheurs et curieux. Son œuvre maîtresse, une histoire de Paris des origines jusqu'en 1789, reste inachevée, le quatrième volume, consacré au XVIIIe siècle, n'ayant jamais été publié.
Il meurt le 27 octobre 1897 en son domicile du no 20 la rue du Petit-Musc. Il est tout d'abord inhumé au cimetière de Bagneux avant d'être transféré, deux mois plus tard, au Père-Lachaise (division 92), une concession perpétuelle ayant été accordée gratuitement par la ville de Paris.

## Publications d'Eugène de Ménorval
- Les Jésuites de la rue Saint-Antoine, l'église Saint-Paul-Saint-Louis et le lycée Charlemagne, notice historique, Paris, Aubry, 1872.
- Paris depuis ses origines jusqu'à nos jours, 3 vol., Paris, Firmin-Didot, 1889-1897.
- Bourdaloue, vie d'un jésuite de la maison professe de la rue Saint-Antoine au XVIIe siècle, Paris, Champion, 1897.
- Promenades à travers Paris, Paris, L.-Henry May, 1897 (recueil d'articles parus dans Le Figaro puis dans L’Éclair à partir de 1891).